# Johann Schuster (Maler)
Johann Schuster, genannt Hans Schuster (* 22. November 1900 in Ansbach; † 23. November 1966 in Oldenburg) war ein deutscher Maler.

## Leben
Er war der Sohn des Kirchenmalers Christof Schuster und dessen Ehefrau Sofia. Nach der Schulzeit machte er zunächst eine Ausbildung im Monteurhandwerk. In der Freizeit beschäftigte sich Schuster mit der Malerei. Er heiratete Minna Kiefer, mit der er einen Sohn und eine Tochter hatte. In den 1920er Jahren reiste er nach Breslau und studierte an der dortigen Kunstakademie. Nach seiner Rückkehr nach Ansbach zeichnete er für die regionale Fränkische Zeitung Karikaturen zu tagespolitischen Themen. Er widmete sich auch weiterhin der freien Malerei.
Von 1939 bis 1945 diente er bei der Kriegsmarine auf einem U-Boot. Wegen einer Verwundung seines rechten Arms trainierte er den Umgang mit seiner linken Hand. Durch die damit verbundene Entlastung der rechten Hand konnte er diese nach einiger Zeit wieder für die Malerei gebrauchen. Im März 1945 wurde seine ganze Familie durch einen Bombenangriff getötet. Dabei wurden auch seine sämtlichen zu Hause gelagerten Arbeiten vernichtet.

## Der Maler
1946 zog es Hans Schuster in den Norden nach Varel und Oldenburg. Hier widmete er sich in den nachfolgenden Jahren weiterhin der Malerei. Er schloss sich dem Oldenburger Bund Bildender Künstler an und war in deren zahlreichen Ausstellungen vertreten. Seit 1953 arbeitete er hier u. a. auch mit Emil Brose zusammen. Schuster malte seine Bilder nie in der freien Natur. Vielmehr prägte er sich die Motive seiner Landschaftsgemälde ein und malte sie dann aus der Phantasie heraus. Meistens kniete er dabei auf der Erde im Wohnzimmer und hatte eine Hartfaserplatte oder eine Leinwand vor sich. Viele seiner Bilder entstanden auch auf Packpapier, Raufasertapete, grundierten Putzlappen oder Hartfaserplatten.
Häufig wurde er nachts durch Alpträume wach, die ihn an den Krieg erinnerten. Dann stand er auf und begann zu malen. Dabei entstanden farblich überzeichnete Karikaturen von Personen mit schwermütigen und bedrohlichen Gesichtszügen. Fast alle diese Arbeiten befinden sich in privater Hand. Besonders beliebt sind einige seiner Blumenstillleben. Der Stadt- und Kulturausschuss der Stadt Oldenburg kaufte zum Beispiel 1963 von ihm für das Trauzimmer des Standesamtes das Ölgemälde „Anemonen“. Seine letzte Ausstellung führte ihn im Juli 1966 nach Bad Zwischenahn, wo er gemeinsam mit Karl Nagel und Ewald Westholm in der Wandelhalle seine Arbeiten einem größeren Publikum präsentierte. Im Rahmen der Ausstellungseröffnung erklärte er zur Bedeutung seiner Arbeiten:

„Ich sehe die Natur und Menschen nicht so wie sie scheinen, sondern wie sie sind. Es ist der Versuch durch Dinge hindurch bis zu ihrem Grund vorzudringen.“